# Heiglkopf
Heiglkopf (1205 m.) é uma montanha perto da vila de Wackersberg na Alta Baviera, Alemanha, perto da fronteira com a Áustria. Entre 1933 e 1945 foi conhecida como Hitler-Berg.
Em abril de 1933 foi atribuído o título de cidadão honorífico de Wackersberg pelo concelho municipal ao então Chanceler da Alemanha Adolfo Hitler, e a montanha renomeada em sua honra. Uma suástica negra de ferro com 10 metros foi erguida no topo em junho de 1933, iluminada à noite por torchas.
Após a derrota da Alemanha em 1945, a suástica foi destruída e o antigo nome restituído.